# Patrocloides dubitatorius
Patrocloides dubitatorius är en stekelart som först beskrevs av Sulzer 1776.  Patrocloides dubitatorius ingår i släktet Patrocloides och familjen brokparasitsteklar. Inga underarter finns listade i Catalogue of Life.